# Denzenmühle
Denzenmühle (westallgäuerisch: Detsǝmilǝ, Dendsǝmilǝ) ist ein Gemeindeteil der Marktgemeinde Scheidegg im bayerisch-schwäbischen Landkreis Lindau (Bodensee).

## Geographie
Der Weiler liegt circa 2,5 Kilometer südlich des Hauptorts Scheidegg und zählt zur Region Westallgäu.

## Ortsname
Der Ortsname setzt sich aus dem Grundwort Mühle sowie möglicherweise aus dem Familiennamen Denz zusammen und bedeutet somit Mühle des Denz. Da es wenige historische Belege gibt, ist eine Assoziation mit dem Personennamen Denzo unwahrscheinlich.

## Geschichte
Der Ort Denzenmühle wurde erstmals im Jahr 1818 als Dänzenmühle urkundlich erwähnt. Ab 1885 ist der Ort mit einem Wohngebäude im Ortsverzeichnis aufgeführt. Die Mahlmühle gehörte einst der Herrschaft Altenburg an.